# Ременяк, Артур Владимирович
Арту́р Влади́мирович Ременя́к (укр. Артур Володимирович Ременяк; род. 9 августа 2000, Великий Любень, Львовская область) — украинский футболист, полузащитник клуба «Феникс-Мариуполь».

## Биография
Воспитанник ФК «Львов», в футболке которого выступал в ДЮФЛУ.
В сезоне 2017/18 годов выступал за юношескую команду «Верес», также выходил на поле в 1-м поединке молодёжной команды ровенчан. Начиная с сезона 2018/19 годов играл за юношескую и молодёжную команду «Львова». За первую команду львовян 22 ноября 2020 в победном (1:0) выездном поединке 10-го тура Премьер-лиги Украины против черниговской «Десны». Артур вышел на поле на 90+3-й минуте, заменив Назария Ныча.